# Amerikai maffia
Az Amerikai maffia vagy más néven La Cosa Nostra egy olasz–amerikai bűnszövetkezet, az olasz (más néven szicíliai) maffia amerikai ága. A 19. század második felében, a szicíliai és dél-olasz emigrációs hullám után alakult ki. Az olasz–amerikai maffia az egyik legnagyobb bűnszervezet az Amerikai Egyesült Államokban. Olyan nagyvárosokat tart irányítása alatt, mint Chicago, Detroit, Boston, Pittsburgh, Milwaukee, Cleveland, Philadelphia, Providence, New Jersey és New York. Az amerikai szervezet gyökereit a szicíliai maffiában kell keresnünk. Nápolyi, calabriai és más dél-olaszországi szervezetek olvadtak bele a szicíliai maffiába, hogy megalkossanak egy pán-olasz maffiát az Egyesült Államokban. Napjainkban az amerikai maffia együttműködik a szicíliaival, a Camorrával és a Ndranghetával is, utóbbiak központja Olaszországban található.
Az olasz–amerikai Cosa Nostra huszonhat családja New York városi részein, Philadelphiában Új-Angliában, Detroitban és Chicagóban a legaktívabb.

## AFekete Kéz
Az első maffiacsoportok New York körzetében váltak befolyásossá. Az amerikai maffia története a La Mano Nerával, vagyis a Fekete Kézzel kezdődött. Ez a szervezet olaszokat és más nemzetiségű emigránsokat is zsarolt New Yorkban: általában zsaroló leveleket küldött, ha nem kapták meg azt, amit szerettek volna. A fenyegető levelekben néha aláírás helyett egy fekete tintába mártott kéz állt. Ahogy egyre több gengszter érkezett az Egyesült Államokba, tevékenységük már nem csak a zsarolásra, de prostitúcióra, alkoholkereskedelemre, emberrablásra és gyilkosságokra is kiterjedt. Egyre több olasz csatlakozott a maffiához, mivel ebben látták a kiutat a szegénységből és az olaszellenességből, mely akkortájt uralkodott Amerikában.
Giuseppe Esposito volt az első szicíliai maffiatag, aki Amerikába emigrált. New Yorkba kellett menekülnie, miután meggyilkolt tizenegy tehetős földbirtokost és egy szicíliai tartományi vezetőt. 1881-ben tartóztatták le New Orleans-ban, és később visszatoloncolták Olaszországba.
Szintén New Orleans volt a helyszíne az első olyan maffiaincidensnek, amely nemzeti és nemzetközi figyelmet kapott. 1890. október 15-én a New Orleans-i rendőr főfelügyelőt, David Henessy-t kivégezték. Máig nem tisztázott az, hogy valóban az olasz emigránsok ölték-e meg, vagy csak rájuk akarták kenni az ügyet. Szicíliaiak százait tartóztattak le, többnyire minden indok nélkül, végül 19 embert vádoltak meg a gyilkossággal. Mindegyiküket felmentették, ám egyesek szerint csak azért, mert megvesztegették a tanúkat. Később lincshangulat alakult ki, s a feldühödött New Orleans-i tömeg a 19 vádlottból 11-et meggyilkolt: kettőt felakasztottak, a többi kilencet pedig lelőtték.
Az 1910-es és 1920-as években a szicíliai maffiából létrejött a Five Points Gang. Chicagóban a 19. kerület „Bloody Nineteenth”-ként vált híressé a gyakori erőszakos esetek miatt, melyek többnyire a maffia családi viszályaival, vendettáival voltak kapcsolatosak.

## Aszesztilalom

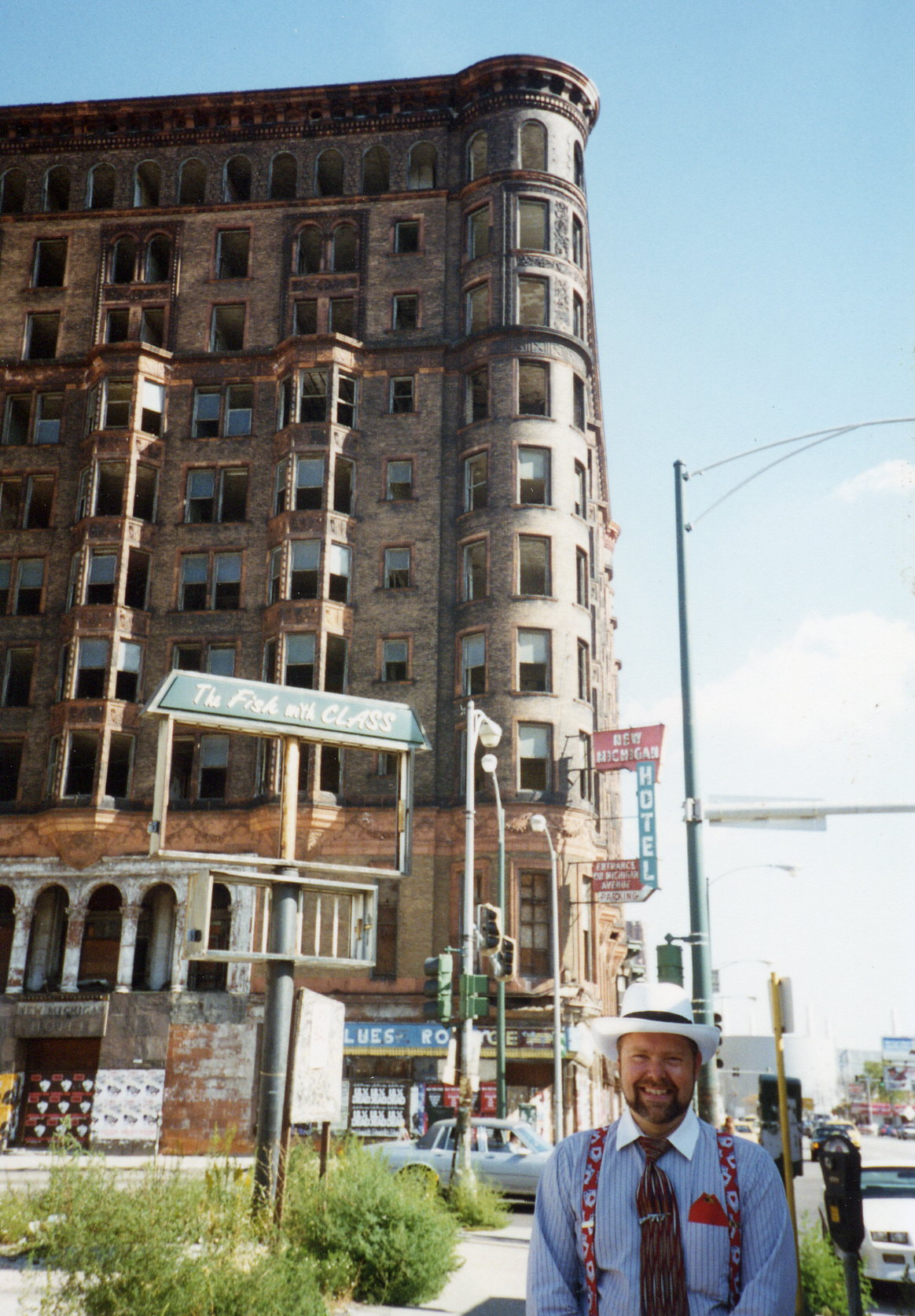
Al Capone főhadiszállása:Amerikai Egyesült Államok, Chicago

A maffiatevékenységeket az 1920-as évekig viszonylag kordában tudta tartani a rendőrség, ám az alkoholtilalom bevezetése miatt kezdett kicsúszni kezükből az irányítás.  Jó példa erre a Capone-bűnszervezet felemelkedése, amely az 1920-as években Chicagót irányította.
Az 1920-as évek végére New Yorkban a helyi maffia szervezete két részre szakadt, s kitört a Castellammarese Háború a város irányítása miatt.  Joseph Masseria (az egyik ág vezére) meggyilkolása után a háború véget ért, és a két ellentétes oldal újra egyesült Cosa Nostra néven. Salvatore Maranzanót, az amerikai maffia első vezérét (Capo di tutti Capi) hat hónap múlva meggyilkolták, és Lucky Luciano vette át az irányítást. Maranzano tette le a szervezet etikai kódexének alapjait, ő hozta létre a „családfát”, és a viták elintézésének elfogadható módjait is ő határozta meg. Létrehozta a hét család vezetőiből álló Bizottságot.
Végül a maffia 26 családra tagolódott Amerika főbb városaiban, ám a központ továbbra is New Yorkban és azt körülvevő területeken volt. Sok csatározás után öt család uralta New Yorkot: a Bonanno család, a Colombo család, a Gambino család, a Genovese család és a Lucchese család. Ezek a családok gyakran hívták titkos találkozóra Al Caponét és más híres gengsztereket.

## Az amerikai maffia struktúrája
- Főnök – A család feje, néha Donnak vagy Keresztapának is hívják. A Főnök minden egyes akcióból megkapja a saját részét. Családtól függően a Főnököt a caporegimek szavazzák meg, ám döntetlen esetén az alvezérnek kell döntenie. Régebben a család minden tagja szavazott a választáson, de az 1950-es évek közepétől az ilyen találkozókat kerülték, mivel túl nagy feltűnést keltettek.[3] Az ilyen választások eredményét gyakran már jó előre tudni lehetett.
- Alvezér – Az alvezért általában a Főnök jelöli ki, ez a második legmagasabb pozíció a családban. Az alvezér felel az összes Capoért. Ha a Don börtönbe kerül, akkor ideiglenesen az alvezér veszi át a helyét. A Don halála esetén, hacsak nem rendelkezett másképp, az alvezér lesz a család feje.
- Consigliere – A Consigliere gyakran a Főnök jobb keze, tanácsadója, a családon belüli és a családok közötti közvetítő. Bárki betöltheti ezt a tisztet, nincs korhoz vagy egyéb ranghoz kötve. Tanácsadó általában abból lesz, akiben a Don és az alvezér eléggé megbíznak. Ez a harmadik legmagasabb pozíció.
- Caporegime – vagyis a Kapitány egy több katonából álló csoportot irányít, akik közvetlenül az ő felügyelete alá tartoznak. Mindegyik csapat általában tíz-húsz főből áll. A Kapitányt általában a Don vagy az alvezér jelöli ki. A Capo keresetének egy részét köteles átadni a Donnak. Előfordul olyan is, hogy a Capo sokkal nagyobb hatalommal bír, mint felettesei. Anthony Corallo esete is bizonyítja ezt, aki több pozíciót átugorva a Don halála után a Lucchese család vezetőjévé vált.
- Soldato – A katona posztját hagyományosan csak olasz származású férfi töltheti be. Beavatottaknak is nevezik őket, akik feletteseik parancsára gyilkolnak. Ők már a maffia tagjai, így védelmet élveznek, ezért ha valaki – családon belül – meg akarja gyilkolni őket, előbb egyeztetnie kell a katona Capojával és a Donnal is.
- Associate – vagyis szövetséges. A szövetséges nem tagja a családnak. Szövetségesek lehetnek olyanok is, akik üzleti kapcsolatban állnak a családdal (étterem-tulajdonosok, üzletemberek stb.)[3] Nem olasz származású férfiak ennél a posztnál magasabbra nem juthatnak.

Mostanság két új pozíció is létrejött: a Családi Hírnök (The Family Messenger) és az Utcai Főnök (Street Boss). Mindkét pozíciót a Genovese család volt vezetője Vincent Gigante hozta létre.

## Az öt nagy maffiacsalád

### Lucchese bűnözőklán
- Alphonse „Little Al” Don'Arco
- Frank Federico
- Frank Gioia
- Gaetano Gagliano „Tommy” (1884–1951): a Lucchese klán első Főnöke.
- Henry Hill
- James „Jimmy the Gent” Burke
- Joseph „Little Joe” Defede
- Louis „Louis Bagels” Daidon
- Thomas „Tommy” DeSimone

### Gambino bűnözőklán
- Albert „Mad Hatter” Anastasia
- Angelo „Angie” Ruggerio
- Aniello „Neil” Dellacroce
- Arnold „Zeke” Squitieri
- Carlo Gambino „Don Carlo”: a Gambino bűnözőklán feje. Egyesek szerint a Bizottság vezetője.
- Frank „Frankie Loc” Locascio
- Frank DeCicco
- John „Junior” Gotti
- John Gotti „The Dapper Don”: a Gambino bűnözőklán Főnöke.
- Joseph „Piney Joe” Armone
- Michael „Mikey Scars” DiLeonardo
- Paul Castellano: a Gambino család Főnöke. John Gotti parancsára gyilkolták meg.
- Salvatore „Sammy The Bull” Gravano
- Samuel „Little Sammy” Corsaro
- Thomas „Tommy” Bilotti
- Vincent Mangano: a Gambino bűnözőklán első Főnöke.

### Bonanno bűnözőklán
- Alphonse „Sonny Red” Indelicato
- Anthony „T. G.” Graziano
- Baldassare „Baldo” Amato
- Benjamin „Lefty” Ruggiero
- Carmine „Cigar” Galante
- Cesare „The Tall Guy” Bonventre
- Dominick „Sonny Black” Napolitano
- Joe Bonanno „Joe Bananas”: a Bonanno bűnözőklán első Főnöke.
- Joseph „Big Joe” Massino
- Joseph D. Pistone (Donnie Brasco)
- Nicholas „Nicky” Santora
- Phillip „Rusty” Rastelli
- Salvatore „Bill” Bonanno
- Salvatore „Caesar” Maranzano
- Salvatore „Toto” Catalano
- „Tony" (FBI-informátor)

### Genovese bűnözőklán

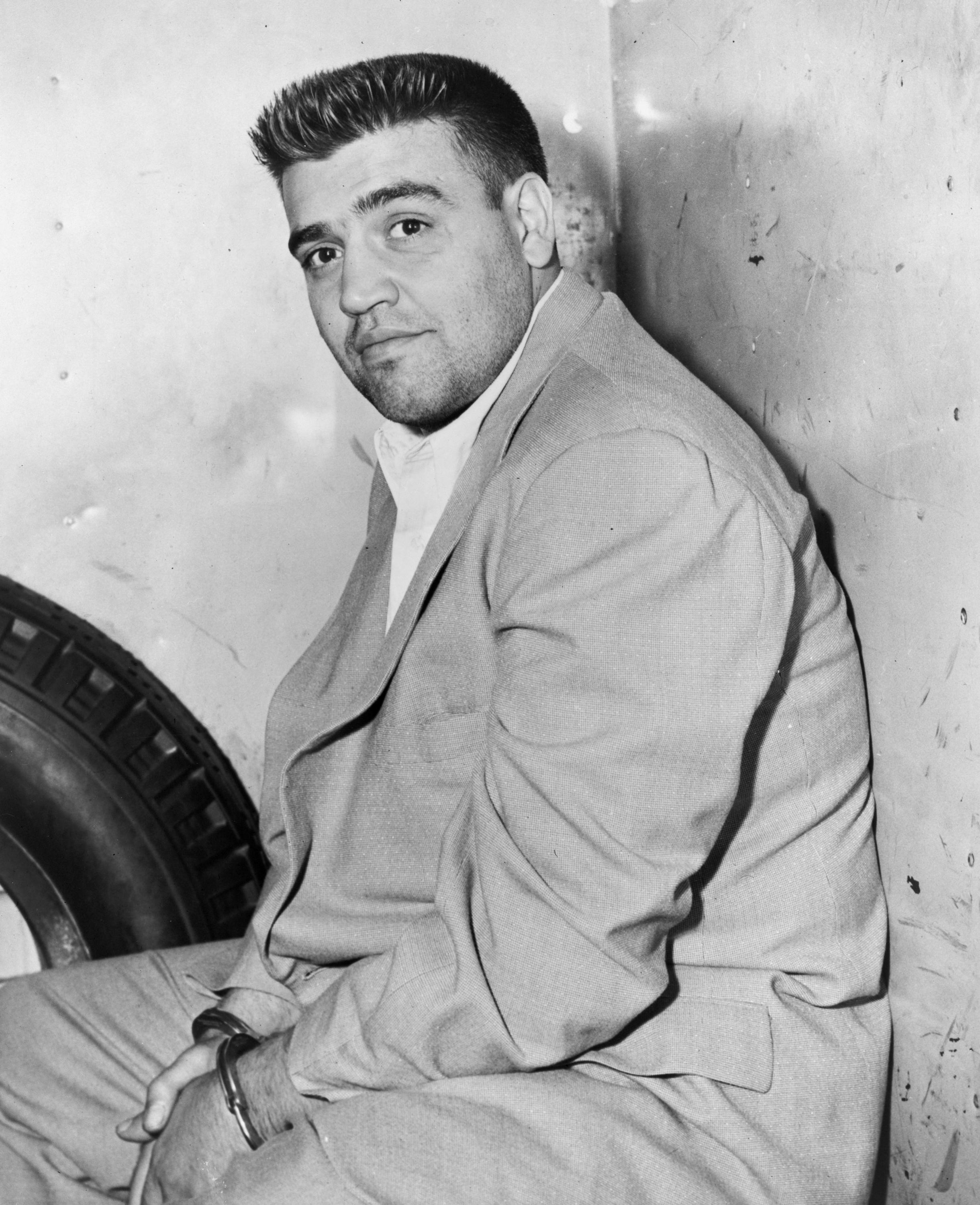
Vincent Gigante 1957-ben

- Lucky Luciano: New York Donja. Az amerikai modern maffia megalapítója. A Genovese bűnözőklán első Főnöke.
- Dominick „Quiet Dom” Cirillo
- Frank „Frankie The Prime Minister” Costello
- Giuseppe „Joe The Boss” Masseria
- Matthew „Matty the Horse” Ianniello
- Tino „Greek” Fiumara
- Vincent „The Chin” Gigante
- Vito „Don Vito” Genovese
- „Sandino"
- Michael „Mike” Miranda
- James „Little Guy” Ida
- Lawrence „Little Larry” Dentico

### Colombo bűnözőklán
- Carmine „The Snake” Persico
- Giuseppe „Don Peppino” Profaci
- Joe Profaci: a Colombo család első Főnöke.
- Joel „Joe Wavelry” Cacace
- John Pappa
- Joseph „Crazy Joe” Gallo
- Joseph „Joe” Colombo
- Mario Cirolo
- Michael Franzese

## Kisebb maffiacsaládok
- Sgarioto bűnözőklán, Nick Sgarioto vezetésével (Buffalo, New York)
- Chicago Outfit (Chicago, Illinois)
- Detroit Partnership (Detroit, Michigan)
- Trafficante bűnözőklán (Florida)
- Patriarca bűnözőklán (Boston, Massachusetts)
- DeCavalcante bűnözőklán (New Jersey)
- Bufalino bűnözőklán (Northeastern, Pennsylvania)
- Scarfo bűnözőklán (Philadelphia, Pennsylvania)
- Diossi bűnözőklán (Wilmington, Delaware)

## Filmeken
- Carlito útja: Egy olyan emberről szól aki ki akar szállni a maffiából, és becsületes életet akar élni.
- A sebhelyesarcú: a történet Tony Montanáról szól, akinek a maffia ranglétráján egyre magasabbra sikerül felkapaszkodnia.
- A Keresztapa: trilógia, Mario Puzo azonos című regényéből készült világhírű film.
- Aki legyőzte Al Caponét: ez az 1987-es film az Al Capone ellen küzdő Elliot Nessről szól.
- Nagymenők: Henry Hill maffiózó történetét meséli el.
- Bronxi mese: a film egy fiatal fiúról, Calogeróról szól, aki New York olaszok lakta negyedében él.
- Casino: egy film a Las Vegas-i maffia tevékenységéről.
- Fedőneve: Donnie Brasco: a valós történet alapján készült film Joseph Pistone történetét követi nyomon.
- Csak egy kis pánik: vígjáték, amelyben egy keresztapa (Robert De Niro) pánikbetegsége miatt pszichológushoz fordul.
- Keménykötésűek: egy maffiavezér története, aki elhagy egy félmillió dolláros táskát.
- The Sopranos: sikeres amerikai tv-sorozat, mely egy maffiózóról, Tony Sopranóról (James Gandolfini) és családjáról szól.
- Gotti: életrajzi film John Gottiról.
- Volt egyszer egy Amerika: 1984-ben bemutatott olasz–amerikai bűnügyi dráma.
- Bonnano: A Legfiatalabb keresztapa èlete 1, 2, 3, 4.

## További irodalom
- Antonio Nicaso: A maffia: A szervezett bűnözés új világrendszere, ISBN 963-8557-84-2
- Joseph D. Pistone – Richard Woodley: Fedőneve: Donnie Brasco, Alexandra Kiadó, ISBN 9633696437
- Bill Bonanno: Maffiabecsület, Konkrét Könyvek Kft, Saxum Kiadó, ISBN 978-963-742-419-9
- Albert DeMeo: Apám bűneiért, Alexandra Kiadó, ISBN 978-963-370-105-8
- Carl Sifakis: A MAFFIA enciklopédia, Glória Press Könyvkiadó, ISBN 963-8200-06-5
- Jo Durden Smith: Maffia – A szervezett alvilág története, Kisújszállás, Szalay Könyvkiadó, 2009, ISBN 978-963-251-087-3
- Peter Mass: Az alvezér – Sammy Gravano élete a Maffiában, Alexandra Kiadó, ISBN 963 367 370 4
- Magyar Bálint: A magyar polip, Noran Libro Kiadó, 2013, ISBN 978 6155 5274 49 7

## Külső hivatkozások
- Maffia.lap.hu – linkgyűjtemény
- Gangrule, Az amerikai maffia története
- A 26 amerikai maffia család- AmericanMafia.com
- Az FBI honlapján